# Кина на Светском првенству у атлетици на отвореном 2019.
Кина је учествовала на 17. Светском првенству у атлетици на отвореном 2019. одржаном у Дохи од 27. септембра до 6. октобра седамнаести пут, односно учествовала је на свим првенствима до данас. Репрезентацију Кине је представљало 58 такмичара (26 мушкараца и 32 жене) који су се такмичили у 24 дисциплина (11 мушких и 13 женских).,
На овом првенству Кина је по броју освојених медаља заузела 4. место са 9 освојене медаља (три златне, три сребрне и три бронзане). Занимљиво је да су све медаље освојиле жене. У табели успешности према броју и пласману такмичара који су учествовали у финалним такмичењима (првих 8 такмичара) Кина је са 20 учесника у финалу заузела 4. место са 99 бодова.
| Плас. | Земља | 1. место | 2. место | 3. место | 4. место | 5. место | 6. место | 7. место | 8. место | Бр. финал. | Бод. |
| ----- | ----- | -------- | -------- | -------- | -------- | -------- | -------- | -------- | -------- | ---------- | ---- |
| 4.    | Кина  | 3        | 3        | 3        | 2        | 4        | 2        | 1        | 2        | 20         | 99   |

## Учесници
| Мушкарци: - Џоуџенг Сју — 100 м, 4х100 м - Џенје Сје — 100 м, 200 м, 4х100 м - Су Бингтјен — 100 м, 4х100 м - Шаохуеј Јанг — Маратон - Буђе Дуо — Маратон - Венђуен Сје — 110 м препоне - Џићанг Ву — 4х100 м - Ге Бје — 4х100 м - Кајхуа Ванг — 20 км ходање - Ђасинг Јин — 20 км ходање - Цај Целин — 20 км ходање - Венбин Њу — 50 км ходање - Јадунг Луо — 50 км ходање - Ћин Ванг — 50 км ходање - Ју Ванг — Скок увис - Бокај Хуанг — Скок мотком - Бангчао Динг — Скок мотком - Јао Ђин — Скок мотком - Ванг Ђанан — Скок удаљ - Јаогуанг Џанг — Скок удаљ - Хуанг Чангџоу — Скок удаљ - Фанг Јаођинг — Троскок - Жуејтинг Ву — Троскок - Јаминг Џу — Троскок - Ћиџен Љу — Бацање копља - Ћингганг Џао — Бацање копља | Жене: - Сјаођинг Љанг — 100 м, 200 м, 4х100 м - Јунгли Веј — 100 м, 4х100 м - Манћи Ге — 100 м, 4х100 м - Ман Џанг — 200 м - Чуенју Ванг — 800 м - Југуеј Ма — Маратон - Цуому Цирен — Маратон - Дан Ли — Маратон - Шуангшуанг Сју — 3.000 м препреке - Синјен Џанг — 3.000 м препреке - Линвеј Кунг — 4х100 м - Хунг Љу — 20 км ходање - Шиђе Ћејанг — 20 км ходање - Љуђинг Јанг — 20 км ходање - Ђају Јанг — 20 км ходање - Жуеј Љанг — 50 км ходање - Маоцуо Ли — 50 км ходање - Фајинг Ма — 50 км ходање - Ли Линг — Скок мотком - Хуејђин Сју — Скок мотком - Лиђао Гунг — Бацање кугле - Линжу Џанг — Бацање кугле - Ђајуен Сунг — Бацање кугле - Јанг Чен — Бацање диска - Бин Фенг — Бацање диска - Џенг Ванг — Бацање кладива - На Луо — Бацање кладива - Тингтинг Љу — Бацање кладива - Љу Шијинг — Бацање копља - Лу Хуејхуеј — Бацање копља - Лингдан Су — Бацање копља - Јуџен Ју — Бацање копља |  |

## Освајачи медаља (9)

### Злато (3)
(Ж)
- Хунг Љу — 20 км ходање
- Жуеј Љанг — 50 км ходање
- Лиђао Гунг — Бацање кугле

### Сребро (3)
(Ж)
- Шиђе Ћејанг — 20 км ходање
- Маоцуо Ли — 50 км ходање
- Љу Шијинг — Бацање копља

### Бронза (3)
(Ж)
- Љуђинг Јанг — 20 км ходање
- Џенг Ванг — Бацање кладива
- Лу Хуејхуеј — Бацање копља

## Резултати

### Мушкарци
| Атлетичар                                              | Дисциплина    | Лични рекорд | Предтакмичење     | Предтакмичење     | Квалификације         | Квалификације        | Полуфинале           | Полуфинале           | Финале                | Финале       | Детаљи |
| Атлетичар                                              | Дисциплина    | Лични рекорд | Резултат          | Место             | Резултат              | Место                | Резултат             | Место                | Резултат              | Место        | Детаљи |
| ------------------------------------------------------ | ------------- | ------------ | ----------------- | ----------------- | --------------------- | -------------------- | -------------------- | -------------------- | --------------------- | ------------ | ------ |
| Џоуџенг Сју                                            | 100 м         | 10,12        | 10,35 КВ          | 1. у гр. 3        | 10,37 (.361)          | 7. у гр. 3           | Није се квалификовао | Није се квалификовао | Није се квалификовао  | 36 / 65 (68) |        |
| Су Бингтјен                                            | 100 м         | 9,91 НР      | слободни          | слободни          | 10,21 (.208) кв       | 5. у гр. 4           | 10,23                | 8. у гр. 1           | Нису се квалификовали | 21 / 65 (68) |        |
| Џенје Сје                                              | 100 м         | 9,97         | слободни          | слободни          | 10,19 (.185) КВ       | 3. у гр. 1           | 10,14 (.139)         | 4. у гр. 2           | Нису се квалификовали | 12 / 65 (68) |        |
| Шаохуеј Јанг                                           | Маратон       | 2:14:03      |                   |                   |                       |                      |                      |                      | 2:15:17               | 20 / 55 (73) |        |
| Буђе Дуо                                               | Маратон       | 2:10:31      | Није завршио трку | Није завршио трку |                       |                      |                      |                      |                       |              |        |
| Венђуен Сје                                            | 110 м препоне | 13,17        |                   |                   | 13,38 (.376) КВ       | 2. у гр. 2           | 13,22 кв             | 3. у гр. 2           | 13,29                 | 5 / 36 (41)  |        |
| Су Бингтјен, Џоуџенг Сју, Џићанг Ву, Ге Бје, Џенје Сје | 4 х 100 м     | 37,82 НР     | 37,79 КВ, НР      | 3. у гр. 2        |                       |                      | 38,07                | 6 / 13 (16)          |                       |              |        |
| Кајхуа Ванг                                            | 20 км ходање  | 1:17:54      |                   |                   |                       |                      |                      |                      | 1:29:52               | 8 / 40 (53)  |        |
| Ђасинг Јин                                             | 20 км ходање  | 1:20:41      | 1:29:53           | 9 / 40 (53)       |                       |                      |                      |                      |                       |              |        |
| Цај Целин                                              | 20 км ходање  | 1:18:47      | Није завршио трку | Није завршио трку |                       |                      |                      |                      |                       |              |        |
| Венбин Њу                                              | 50 км ходање  | 3:41:04      | 4:05:36           | 4 / 28 (46)       |                       |                      |                      |                      |                       |              |        |
| Јадунг Луо                                             | 50 км ходање  | 3:41:15      | 4:06:49           | 5 / 28 (46)       |                       |                      |                      |                      |                       |              |        |
| Ћин Ванг                                               | 50 км ходање  | 3:38:02      | Није завршио трку | Није завршио трку |                       |                      |                      |                      |                       |              |        |
| Ванг Ју                                                | Скок увис     | 2,34д        |                   |                   | 2,29 кв               | 3. у гр. Б           |                      |                      | 2,24                  | 10 / 30 (31) |        |
| Бокај Хуанг                                            | Скок мотком   | 5,75д        | 5,75 KB, ЛР       | 4. у гр. А        | 5,55                  | 9 / 29 (33)          |                      |                      |                       |              |        |
| Бангчао Динг                                           | Скок мотком   | 5,71         | 5,60              | 9. у гр. А        | Није се квалификовао  | 21 / 29 (33)         |                      |                      |                       |              |        |
| Јао Ђин                                                | Скок мотком   | 5,71         | Без пласмана      | Без пласмана      | Није се квалификовао  | Није се квалификовао |                      |                      |                       |              |        |
| Ванг Ђанан                                             | Скок удаљ     | 8,47         | 7,89 кв           | 6. у гр. Б        | 8,20 ЛРС              | 6 / 26 (27)          |                      |                      |                       |              |        |
| Јаогуанг Џанг                                          | Скок удаљ     | 8,29         | 7,82              | 8. у гр. Б        | Нису се квалификовали | 14 / 26 (27)         |                      |                      |                       |              |        |
| Хуанг Чангџоу                                          | Скок удаљ     | 8,28         | 7,81              | 7. у гр А         | Нису се квалификовали | 16 / 26 (27)         |                      |                      |                       |              |        |
| Фанг Јаођинг                                           | Троскок       | 17,17        | 16,92 кв          | 4. у гр. Б        | 16,65                 | 10 / 33              |                      |                      |                       |              |        |
| Жуејтинг Ву                                            | Троскок       | 17,47        | 16,90 кв          | 5. у гр. Б        | 16,97                 | 9 / 33               |                      |                      |                       |              |        |
| Јаминг Џу                                              | Троскок       | 17,40        | 16,79             | 7. у гр. А        | Нису се квалификовали | 16 / 33              |                      |                      |                       |              |        |
| Ћиџен Љу                                               | Бацање копља  | 82,22        | 75,81             | 11. у гр. А       | Нису се квалификовали | 25 / 30 (32)         |                      |                      |                       |              |        |
| Ћингганг Џао                                           | Бацање копља  | 89,15 НР     | Без пласмана      | Без пласмана      | Није се квалификовао  | Није се квалификовао |                      |                      |                       |              |        |

### Жене
| Атлетичарка                                    | Дисциплина       | Лични рекорд | Квалификације      | Квалификације      | Полуфинале            | Полуфинале            | Финале                | Финале       | Детаљи |
| Атлетичарка                                    | Дисциплина       | Лични рекорд | Резултат           | Место              | Резултат              | Место                 | Резултат              | Место        | Детаљи |
| ---------------------------------------------- | ---------------- | ------------ | ------------------ | ------------------ | --------------------- | --------------------- | --------------------- | ------------ | ------ |
| Јунгли Веј                                     | 100 м            | 10,99        | 11,48 (.477) кв    | 6. у гр. 4         | Нису се квалификовале | Нису се квалификовале | Нису се квалификовале | 29 / 47      |        |
| Манћи Ге                                       | 100 м            | 11,04        | 11,28 (.278) кв    | 6. у гр. 4         | Нису се квалификовале | Нису се квалификовале | Нису се квалификовале | 36 / 47      |        |
| Сјаођинг Љанг                                  | 100 м            | 11,13        | 11,18 КВ           | 2. у гр. 5         | 11,10 (.097)          | 3. у гр. 2            | Није се квалификовала | 9 / 47       |        |
| Сјаођинг Љанг                                  | 200 м            | 22,93        | 23,27              | 5. у гр. 2         | Нису се квалификовале | Нису се квалификовале | Нису се квалификовале | 28 / 43 (48) |        |
| Ман Џанг                                       | 200 м            | 23,13        | 23,60              | 6. у гр. 5         | Нису се квалификовале | Нису се квалификовале | Нису се квалификовале | 39 / 43 (48) |        |
| Чуенју Ванг                                    | 800 м            | 1:59,93      | 2:03,25 КВ         | 2. у гр. 5         | 2:02,84               | 7. у гр. 2            | Није се квалификовала | 19 / 40 (41) |        |
| Југуеј Ма                                      | Маратон          | 2:31:06      |                    |                    |                       |                       | 2:55:24               | 24 / 40 (70) |        |
| Цуому Цирен                                    | Маратон          | 2:31:42      | 3:01:56            | 33 / 40 (70)       |                       |                       |                       |              |        |
| Дан Ли                                         | Маратон          | 2:31:39      | Није завршила трку | Није завршила трку |                       |                       |                       |              |        |
| Шуангшуанг Сју                                 | 3.000 м препреке | 9:33,89      | 9:42,23            | 9. у гр. 1         |                       |                       | Нису се квалификовале | 23 / 42 (43) |        |
| Синјен Џанг                                    | 3.000 м препреке | 9:28,54      | 9:43,75            | 8. у гр. 3         | 25 / 42 (43)          |                       | Нису се квалификовале |              |        |
| Сјаођинг Љанг Јунгли Веј Лингвеј Кунг Манћи Ге | 4 х 100 м        | 42,23 НР     | 42,36 КВ           | 3. у гр. 2         | Дисквалификована      | Дисквалификована      |                       |              |        |
| Хунг Љу                                        | 20 км ходање     | 1:24:38 НР   |                    |                    |                       |                       | 1:32:53               |              |        |
| Шиђе Ћејанг                                    | 20 км ходање     | 1:25:16      | 1:33:10            |                    |                       |                       |                       |              |        |
| Љуђинг Јанг                                    | 20 км ходање     | 1:27:15      | 1:33:17            |                    |                       |                       |                       |              |        |
| Ђају Јанг                                      | 20 км ходање     | 1:25:34      | Дисквалификована   | Дисквалификована   |                       |                       |                       |              |        |
| Жуеј Љанг                                      | 50 км ходање     | 4:04:36      | 4:23:26            |                    |                       |                       |                       |              |        |
| Маоцуо Ли                                      | 50 км ходање     | 4:03:51      | 4:26:40            |                    |                       |                       |                       |              |        |
| Фајинг Ма                                      | 50 км ходање     | 4:07:30      | 4:34:56            | 5 / 17 (24)        |                       |                       |                       |              |        |
| Ли Линг                                        | Скок мотком      | 4,72 НР      | 4,60 КВ            | 7. у гр. А         |                       |                       | 4,50                  | 13 / 31 (32) |        |
| Хуејђин Сју                                    | Скок мотком      | 4,70         | 4,50               | 9. у гр. Б         | Није се квалификовала | 19 / 31 (32)          |                       |              |        |
| Лиђао Гунг                                     | Бацање кугле     | 20,43        | 18,96 КВ           | 2. у гр. Б         | 19,55                 |                       |                       |              |        |
| Линжу Џанг                                     | Бацање кугле     | 18,05        | 17,65              | 9. у гр. А         | Нису се квалификовале | 17 / 27               |                       |              |        |
| Ђајуен Сунг                                    | Бацање кугле     | 18,32        | 17,24              | 12. у гр. А        | Нису се квалификовале | 23 / 27               |                       |              |        |
| Јанг Чен                                       | Бацање диска     | 67,03        | 63,10 КВ           | 4. у гр. А         | 63,38                 | 4 / 29 (30)           |                       |              |        |
| Бин Фенг                                       | Бацање диска     | 65,45        | 62,51 кв           | 5. у гр. Б         | 62,48                 | 5 / 29 (30)           |                       |              |        |
| Џенг Ванг                                      | Бацање кладива   | 77,68 НР     | 72,65 КВ           | 4. у гр. Б         | 74,76                 |                       |                       |              |        |
| На Луо                                         | Бацање кладива   | 75,02        | 71,35 кв           | 6. у гр. А         | 72,04                 | 8 / 30                |                       |              |        |
| Тингтинг Љу                                    | Бацање кладива   | 73,06        | 67,11              | 11. у гр. А        | Нису се квалификовале | 25 / 30               |                       |              |        |
| Лингдан Су                                     | Бацање копља     | 62,66        | 58,56              | 9. у гр. Б         | Нису се квалификовале | 19 / 30               |                       |              |        |
| Лу Хуејхуеј                                    | Бацање копља     | 67,98 НР     | 67,27 КВ           | 1. у гр. Б         | 65,49                 |                       |                       |              |        |
| Љу Шијинг                                      | Бацање копља     | 67,12        | 63,48 кв           | 1. у гр. А         | 65,88 ЛРС             |                       |                       |              |        |
| Јуџен Ју                                       | Бацање копља     | 62,30        | 53,38              | 15. у гр. А        | Није се квалификовала | 30 / 30 (31)          |                       |              |        |